# Борисова Аріадна Валентинівна
Аріадна Валентинівна Борисова (рос. Ариадна Валентиновна Борисова, якут. Ариадна Валентиновна Борисова, нар. 2 січня 1960, с. 2-й Нерюктяйинськ, Ольокмінський район, Якутська АРСР) — російська письменниця, перекладач, автор книг для дітей.

## Біографія
Навчалася в Амгино-Ольокмінській середній школі. Закінчила заочно Східно-Сибірський державний інститут культури в Улан-Уде за фахом режисура масових уявлень. Працювала в Ольокмінській центральній бібліотеці. У 1990 році переїхала з Ольокмінська в Якутськ, де працювала художнім керівником у будинку культури глухих і художником-оформлювачем, потім художником в газеті «Молодь Якутії», редактором дитячого журналу «Дзвіночок».
Дебютувала розповіддю «Сім притч про сім» в журналі «Полярна зірка» в 1993 році. З 1994 року працювала журналістом у газеті «Якутія», вела колонку новин культури. Друкувалася в газетах «Ольокма» і «Молодь Якутії». Займалася перекладами якутської поезії та прози на російську мову. Книги входили в лонг-лист премії «Російський Букер» і «Ясна Поляна». Лауреат Великої премії Спілки письменників Росії за роман «Божа ознака» (2009), фіналіст Міжнародної дитячої літературної премії ім. В. Крапивіна (повість «Записки для моїх нащадків», 2010). Лауреат якутської республіканської премії «Золоте перо», відмінник культури Республіки Саха (Якутія).
Автор декількох романів, збірок оповідань, книг для дітей, 14 п'єс для дитячого театру. Багато видань своїх дитячих книг ілюструвала сама. Позитивні відгуки в пресі викликали книги для дитячого віку «Небезпечна математика» (2011) та «Казки перед сном» (2002), інформаційний збірник «Якутія: рекорди, найперше, саме-саме» (2004), серія стилізованих під якутську міфологію олонхо міні-романів «Земля угаданок» (2008—2010), заснований на історії сім'ї А. В. Борисової роман «Зміїв стовп» (2014) і його продовження «Біл-горюч камінь» (2015).
Сестра — письменник і журналіст Вікторія Валентинівна Габишева.

## Книги
- Якутия: рекорды, самое первое, самое-самое. Якутск: Бичик, 2004.
- Одна из… Якутск, 2006.
- Санна Ванна. Бабушка. М.: Амадеус, 2006.
- Вера Ноева: альбом. Якутск: Бичик, 2007.
- Божья отметина (роман). Якутск: Сахаполиграфиздат, 2007.
- Земля удаганок: роман-олонхо («Знамение бури»). Якутск: Бичик, 2008.
- Божья отметина. Мать. М.: Амадеус, 2008.
- Земля удаганок: роман-олонхо («Джогур»). Якутск: Бичик, 2010.
- Земля удаганок: роман-олонхо («Люди с солнечными поводьями»). Якутск: Бичик, 2010.
- Земля удаганок: роман-олонхо («Небесный огонь»). Юкутск: Бичик, 2010.
- Чучуна (рассказы). Якутск: Бичик, 2011.
- Манечка, не спешите худеть (рассказы). М.: Эксмо, 2014.
- Когда вырастают дети. М.: Эксмо, 2014.
- Змеев столб (роман). М.: Эксмо, 2014.
- Бел-горюч камень (роман). М.: Эксмо, 2015.
- Весь апрель никому не верь. М.: Эксмо, 2015.
- Земля угаданок (трилогия: «Люди с солнечными поводьями», «Джогур», «Небесный огонь»). М.: Эксмо, 2015.

## Для дітей
- Узелок на память. Якутск, 1997.
- Сказки перед сном. Рисунки автора. Якутск: Бичик, 2002.
- Подарок феи Фантазии. Рисунки автора. Якутск.: Бичик, 2003.
- Воспитательные цели. М.: Фома, 2011.
- Опасная математика. М.: Фома, 2011.
- Записки для моих потомков. М.: Фома, 2014.
- Игра. Litres, 2015.